# Арис (футбольный клуб, Лимасол)
«А́рис» (греч. Άρης Λεμεσού) — кипрский профессиональный футбольный клуб из города Лимасол. Основан в 1930 году. Цвета клуба — бело-зелёные. Президент «Ариса» — Владимир Федоров (гражданство Белоруссии). Название происходит от имени древнегреческого бога войны Ареса. Звезда на эмблеме клуба означает мастерство и располагается внутри щита Ареса. Цвета клуба: зелёный символизирует цвет надежды, белый — цвет чистоты.
В разное время в «Арисе» помимо футбола существовали различные секции: настольного тенниса, баскетбола, боулинга, волейбола, футзала и шахмат. На сегодняшний день это классический футбольный клуб.
Болельщики зовут команду «Легкой бригадой» за боевой дух и храбрость, которые всегда её отличали.
Домашняя арена Ариса — Альфамега Стэдиум.

## История

### Первые годы
В период c октября по ноябрь 1930 года в Лимасоле появились две футбольные команды, которые носили название СУЛИ и АПОЛ, которые впоследствии 25 сентября 1932 года слились и образовали футбольный клуб «Арис». В новообразовавшийся клуб вошли игроки лимассольского клуба «Пасейдонас», который на тот момент был расформирован. Свой первый матч клуб сыграл 1 октября 1932 года против английского клуба «Ковентри Сити». Цветами клуба были выбраны зелёный и белый. С момента основания «Арис» сформировал полноценную футбольную команду. Тем не менее, когда она была основана, Кипрская федерация футбола ещё не была создана, и, таким образом, не проводился чемпионат Кипра, хотя к тому моменту было создано достаточное количество клубов. В 1932 году по инициативе футбольного клуба «Ларнака» был проведен первый футбольный чемпионат — «чемпионат города».
В 1933 году клуб принял участие в чемпионате Кипра, который на тот момент был образован кипрским клубом АПОЭЛ. В данном чемпионате принимало участие 8 футбольных клубов. По итогу чемпионата «Арис» занял 4 итоговое место. Затем клуб также принимал участие в ещё нескольких неофициальных кипрских чемпионатах, одними из организаторов которыми были лимассольский клуб АЕЛ и «Анортосис». Позже из-за множества разногласий между клубами «Арис» и никосийский «Олимпиакос» подняли вопрос о создании органа, который будет контролировать чемпионат Кипра, вследствие чего 23 сентября 1934 года была образована Кипрская федерация футбола, тем самым клуб стал одним из основателем федерации.

### Первый профессиональный сезон и становление клуба
В сезоне 1934/1935 годов клуб принял участие в первом официальном чемпионате Кипра. По итогам своего дебютного сезона клуб занял итоговое 6 место. На протяжении нескольких лет лимассольский клуб был одним из участников чемпионата, однако позже в 1939 году из-за финансовых сложностей клуб был вынуждено расформирован. В начале 1950 годов в руководство клуба приступило к его восстановлению. В 1952 году клуб был восстановлен и отправился выступать во Второй дивизион Кипра. В своём следующем сезоне 1953/1954 годов клуб завоевал свой первый трофей, став чемпионом Второго дивизиона. Вернувшись в чемпионат Кипра, клуб по итогу сезона занял последнее место и вскоре снова вернулся во Второй дивизион, где сразу же снова стал чемпионом и снова вернулся в сильнейший дивизион.
На протяжении нескольких сезонов клуб смог закрепиться в кипрском чемпионате, однако был одним из самых слабейших, постоянно находясь у подавала в турнирной таблице. В 1970 году клуб всё таки вылетел во Второй дивизион, где провёл 2 сезона, за время в которых сначала успел стать серебряным, а затем и бронзовым призёром. Лучшим достижением клуба стало 4 итоговое место в чемпионате в сезоне 1976/1977 годов, которое клуб смог повторить спустя 2 года. В 1989 году клуб впервые в своей истории стал финалистом Кубка Кипра, где в финале 10 июня 1989 года уступили титул лимассольскому клубу АЕЛ.
В июле 1989 года к клубу присоединился советский футболист и обладатель «Золотого мяча» Олег Блохин. Футболист отыграл в клубе лишь сезон, по окончании которого завершил свою профессиональную футбольную карьеру. После вылета в 1993 году «Арис» в третий раз в истории клуба выиграл Второй дивизион. Позже на протяжении многих лет клуб вылетал и возвращался в чемпионат Кипра.

### Новые инвесторы и первое чемпионство
В начале 2021 года владельцем клуба стал белорусский бизнесмен Владимир Фёдоров, благодаря чьим инвестициям клуб в очередной раз вернулся в элиту кипрского футбола. В феврале 2022 года на пост главного тренера клуба был приглашён белорусский специалист Алексей Шпилевский, вместе с которым по итогу сезона клуб впервые за свою историю смог попасть в еврокубковую зону, получив право участвовать в квалификационных матчах Лиги конференций УЕФА.
Главным приобретением «Ариса» на старте сезона 2022/2023 годов стал российский нападающий «Фиорентины» Александр Кокорин, перешедший в кипрский клуб на правах аренды до конца сезона. Свой выбор Кокорин объяснил тем, что соскучился по русской речи и возможности регулярно выходить на поле, а также отметил пунктуальность менеджмента «Ариса». Главный тренер кипрского клуба Алексей Шпилевский получил награду лучшего тренера сезона в рамках чемпионата. По итогу сезона, досрочно оформив чемпионство, клуб впервые за свою историю завоевал золотые медали кипрского чемпионата.
Летом 2023 года завершил футбольную карьеру австрийский футболист Даниэль Сикорский, который остался в клубе в роли нового спортивного директора. По итогу квалификаций еврокубковых турниров клуб впервые в своей истории вышел в основной этап Лиги Европы УЕФА, до этого в третьем квалификационном раунде Лиги чемпионов УЕФА проиграв польскому «Ракуву». В апреле 2025 года стало известно, что Алексей Шпилевский покидает клуб по окончании сезона. За время своей работы белорусский специалист был признан лучшим тренером лимасольского клуба, который впервые в своей истории становился чемпионом Кипра, обладателем Суперкубка Кипра, вышел в основную часть еврокубкового турнира.
В мае 2025 года на пост главного тренера был назначен белорусский специалист Артём Радьков.

## Болельщики
Болельщики «Ариса» известны своей миролюбивостью. Клуб и сообщество болельщиков ни разу в истории не примкнули к какому-либо политическому движению на Кипре, сохраняя нейтралитет.
Клуб известен своими яркими акциями, направленными на привлечение новой аудитории. Ежегодно в конце октября «Арис» на своих матчах проводит акцию «Приведи тещу на футбол», когда семейные мужчины-болельщики получают для тещи билеты в зону VIP. В начале и по завершении купального сезона футболисты «Ариса» участвуют в уборке пляжей от мусора.

## Маскот
В апреле 2023 года клуб презентовал первого в своей истории маскота — «Aris The Mascot». Он будет представлен на матчах команды, в рамках клубных акций, в общественных пространствах и на мероприятиях детской академии .

## Достижения
- Чемпионат Кипра
  - Чемпион: 2022/23
- Второй дивизион
  - Чемпион (5): 1953/54, 1955/56, 1993/94, 2010/11, 2012/13
- Кубок Кипра
  - Финалист: 1988/89
- Суперкубок Кипра:
  - Обладатель: 2023

## Тренерский штаб
- Артём Радьков — главный тренер
- Яниген Томми — ассистент главного тренера
- Такис Таки — тренер вратарей
- Микель Гильен — фитнес-тренер
- Хесус Дорадо Муньос — фитнес-тренер
- Георгий Христодулу — видеоаналитик

## Состав
| 1  | Флаг Бразилии     | Вр  | Вана Алвес            | 1991 |  |  |  |  |  |
| 26 | Флаг Кипра        | Вр  | Анастасиос Писииас    | 2006 |  |  |  |  |  |
| 90 | Флаг Кипра        | Вр  | Эллинас Софрониу      | 1995 |  |  |  |  |  |
| 91 | Флаг Хорватии     | Вр  | Мислав Задро          | 2003 |  |  |  |  |  |
|    |                   |     |                       |      |  |  |  |  |  |
| 3  | Флаг Бразилии     | Защ | Кажу                  | 1995 |  |  |  |  |  |
| 5  | Флаг Габона       | Защ | Алекс Мукету-Муссунда | 2000 |  |  |  |  |  |
| 6  | Флаг Англии       | Защ | Коннор Голдсон        | 1992 |  |  |  |  |  |
| 15 | Флаг Сенегала     | Защ | Абубакар Лукубар      | 2005 |  |  |  |  |  |
| 17 | Флаг Польши       | Защ | Милош Матысик         | 2004 |  |  |  |  |  |
| 20 | Флаг Буркина-Фасо | Защ | Стив Яго              | 1992 |  |  |  |  |  |
| 27 | Флаг Нигерии      | Защ | Леон Балогун          | 1988 |  |  |  |  |  |
| 77 | Флаг Кипра        | Защ | Андерсон Коррея       | 1991 |  |  |  |  |  |
|    | Флаг Сенегала     | Защ | Мамаду Сане           | 2004 |  |  |  |  |  |
|    | Флаг ДР Конго     | Защ | Жедеон Калюлю         | 1997 |  |  |  |  |  |
|    |                   |     |                       |      |  |  |  |  |  |
| 18 | Флаг Комор        | ПЗ  | Ясин Бурхан           | 1998 |  |  |  |  |  |
| 22 | Флаг Сербии       | ПЗ  | Велько Николич        | 1999 |  |  |  |  |  |
| 24 | Флаг Ганы         | ПЗ  | Алекс Опоку Сарфо     | 2004 |  |  |  |  |  |

| 30 | Флаг Кипра             | ПЗ  | Мариос Теохарус             | 2007 |  |  |  |  |  |
| 76 | Флаг Кипра             | ПЗ  | Харалампос Харалампус       | 2002 |  |  |  |  |  |
| 88 | Флаг Финляндии         | ПЗ  | Адам Мархиев                | 2002 |  |  |  |  |  |
|    | Флаг Бразилии          | ПЗ  | Тиагу Энрике                | 2004 |  |  |  |  |  |
|    |                        |     |                             |      |  |  |  |  |  |
| 9  | Флаг России            | Нап | Александр Кокорин (капитан) | 1991 |  |  |  |  |  |
| 11 | Флаг Грузии            | Нап | Георгий Квилитая            | 1993 |  |  |  |  |  |
| 14 | Флаг Сенегала          | Нап | Янник Гомис                 | 1992 |  |  |  |  |  |
| 21 | Флаг ЮАР               | Нап | Михлали Маямбела            | 1996 |  |  |  |  |  |
| 29 | Флаг Норвегии          | Нап | Деннис Гаустад              | 2004 |  |  |  |  |  |
| 45 | Флаг Северной Ирландии | Нап | Росс Маккосланд             | 2003 |  |  |  |  |  |
| 66 | Флаг Суринама          | Нап | Джейден Монтнор             | 2002 |  |  |  |  |  |
| 70 | Флаг Португалии        | Нап | Эди Семеду                  | 1999 |  |  |  |  |  |
| 80 | Флаг Кипра             | Нап | Андроникос Какуллис         | 2001 |  |  |  |  |  |
| 99 | Флаг Габона            | Нап | Джуниор Эффаге              | 2004 |  |  |  |  |  |
|    | Флаг Сербии            | Нап | Милан Ковачев               | 2005 |  |  |  |  |  |
|    | Флаг Сьерра-Леоне      | Нап | Осман Корома                | 2002 |  |  |  |  |  |

## Трансферы

### Лето 2025

#### Пришли
| Позиция | Игрок                 | Клуб             |
| ------- | --------------------- | ---------------- |
| Нап     | Деннис Гаустад        | Ранхейм          |
| Защ     | Леон Балогун***       | Рейнджерс        |
| ПЗ      | Ясин Бурхан***        | Эсбьерг          |
| Нап     | Андроникос Какуллис*  | АИК              |
| ПЗ      | Харалампос Харалампус | Омония (Никосия) |
| Нап     | Михалис Теодосиу      | Омония (Никосия) |
| Нап     | Росс Маккосланд*      | Рейнджерс        |
| Защ     | Жедеон Калюлю         | Лорьян           |
| ПЗ      | Тиагу Энрике          | Флуминенсе       |

#### Ушли
| Позиция | Игрок                | Клуб              |
| ------- | -------------------- | ----------------- |
| ПЗ      | Морган Браун***      | Аполлон (Лимасол) |
| Защ     | Слободан Урошевич*** | Свободный агент   |
| Защ     | Джон Руис            | Алахуэленсе       |
| ПЗ      | Кароль Струски       | Ракув             |
| Защ     | Эрик Боакье          | Ноа               |
| Нап     | Лео Бенгтссон        | Лех               |
| Защ     | Павлос Неаршу***     | АПЕА              |
| ПЗ      | Андреас Димитриу*    | Неа Саламина      |

* В аренду.

** Из аренды.

*** Свободный агент.